# Calymmaria shastae
Calymmaria shastae är en spindelart som beskrevs av Chamberlin och Ivie 1937. Calymmaria shastae ingår i släktet Calymmaria och familjen panflöjtsspindlar. Inga underarter finns listade.